# Crotalaria nematophylla
Crotalaria nematophylla är en ärtväxtart som beskrevs av Baker f.. Crotalaria nematophylla ingår i släktet sunnhampor, och familjen ärtväxter. Inga underarter finns listade i Catalogue of Life.